# 7. arrondissement i Paris
7. arrondissement i Paris er et af Paris' 20 arrondissementer, der er placeret på venstre Seinebred. Det kaldes også arrondissement du Palais-Bourbon.

## Geografi

### Bykvarterer
Arrondissementet er delt i fire bykvarterer:
| Kvarter              | Areal (km2) | Del af arr. | Befolkning (1999) | Del af arr. |
| -------------------- | ----------- | ----------- | ----------------- | ----------- |
| Saint-Thomas-d'Aquin | 0,83        | 20%         | 12.661            | 22%         |
| Invalides            | 1,07        | 26%         | 6.276             | 11%         |
| École-Militaire      | 0,81        | 20%         | 12.895            | 23%         |
| Gros-Caillou         | 1,38        | 34%         | 25.156            | 44%         |

## Demografi
| År   | Befolkning |
| ---- | ---------- |
| 1954 | 104.567    |
| 1962 | 99.403     |
| 1968 | 87.214     |
| 1975 | 73.935     |
| 1982 | 67.204     |
| 1990 | 62.998     |
| 1999 | 56.988     |